# Frères Archibugi
Les frères Francesco (né à Ancône le 21 juillet 1828, mort à Rome le 13 juin 1849)  et Alessandro Archibugi (né à Ancône le 28 août 1829, mort à Civitavecchia le 22 juin 1849) sont des combattants volontaires de la défense de la  République romaine de 1849.
Les frères Archibugi s'enrôlent dans le bataillon universitaire de l'Université de Rome « La Sapienza », ils meurent tous les deux des suites de leurs blessures lors d'une fusillade, le 11 juin 1849, contre les troupes françaises.

## Biographie
Francesco et Alessandro sont deux étudiants de Université de Rome « La Sapienza ». Francesco est étudiant au collège de philosophie et mathématiques, alors qu'Alessandro est au collège de médecine. Francesco reçoit son diplôme de la République romaine peu de jours avant de mourir.
Compte tenu de la précarité de la République romaine et du risque réel d'une invasion étrangère, les deux frères s'enrôlent comme volontaires dans le bataillon universitaire. Ils participent ainsi aux combats victorieux du 30 avril contre les troupes françaises, porte Cavalleggeri et du 9 mai à Palestrina contre les troupes des Bourbon.
Quand fin mai, les troupes de l'armée française reviennent à Rome avec les renforts nécessaires, Giuseppe Garibaldi, qui est chargé de la défense de Rome envoie le bataillon universitaire  occuper la zone du Nord de la ville, près de Ponte Milvio (Ponte Mollo) et des monts Parioli. À partir du 3 juin, il y a plusieurs combats entre les volontaires romains et l'armée française, et lors d'un affrontement, le 11 juin, Francesco et Alessandro sont atteints par les balles françaises. Le premier meurt deux jours après dans une maison à proximité du pont Mollo tandis que le second meurt après 11 jours d'agonie à l'hôpital de Civitavecchia où il est soigné par les troupes françaises avec leurs camarades de combat, Alessandro Orsini et Giulio Cesare Bonafini.

## Célébrations

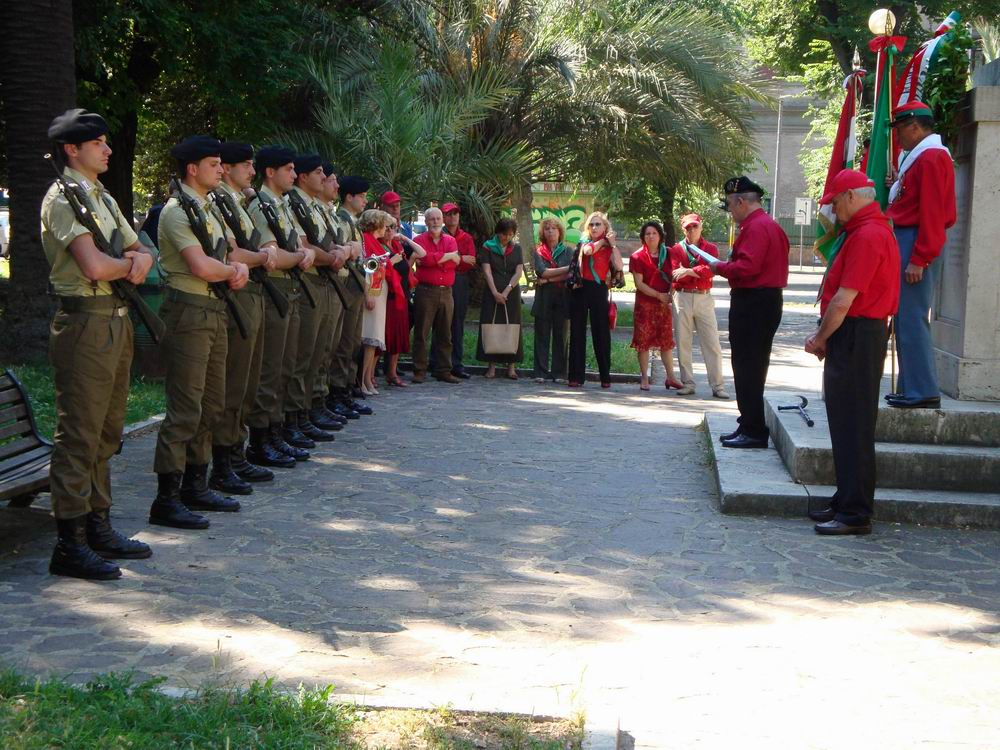
Célébration des frères Archibugi, Rome, rue des Fratelli Archibugi, juin 2008

Une rue porte, à Rome, le nom des frères Archibugi, à proximité du lieu où il combattirent trouvant la mort contre les troupes françaises, entre via Flaminia et viale Tiziano. En 1941 une colonne romaine fut érigée en souvenir des combats et des morts du bataillon universitaire.
En 1989, l'Université de Rome a tenu une rencontre annuelle des études historique sur le République romains au cours de laquelle, elle a rappelé le rôle tenu par la bataillon universitaire.
L’association nationale garibaldienne réalise une commémoration annuelle, mi-juin, à Rome près du cippe commémoratif, via Fratelli Archibugi.

## Sources
- (it) Cet article est partiellement ou en totalité issu de l’article de Wikipédia en italien intitulé « Fratelli Archibugi » (voir la liste des auteurs).